# SKA Minsk
Spartyvny Klub Armii (internationalt ofte omtalt som SKA Minsk) (hviderussisk: ГК СКА Мінск, tr. HK SKA Minsk; russisk: Спортивный Клуб Армии (СКА Минск), dansk oversættelse: Hærens Sportsklub) en håndboldklub fra Minsk i Hviderusland, som i 1980'erne var en af Europas bedste klubber.
Klubben blev stiftet i 1976 og blev under ledelse af træneren Spartak Mironovitj hurtigt et af de bedste herrehold i Sovjetunionen. Allerede i 1983 vandt klubben Cup Winners' Cup, hvor den i finalen besejrede SC Empor Rostock fra Østtyskland.
Mod slutningen af 1980'erne kom flere europæiske triumfer. Tre gange vandt klubben Mesterholdenes Europa Cup (1987, 1989 og 1990), mens holdet i 1988 endnu en gang sejrede i Cup Winners' Cup.

## Titler
- Mesterholdenes Europa Cup: 1986-87, 1988-89, 1989-90
- Cup Winners' Cup: 1982-83, 1987-88,
- Sovjetisk mester: 1981, 1984, 1985, 1986, 1988, 1989
- Hviderussisk mester: 1992, 1993, 1994, 1995, 1996, 1997, 1998, 1999, 2000, 2001, 2002